# 柞水県
柞水県（さくすい-けん）は中華人民共和国陝西省商洛市に位置する県。

## 行政区画
- 街道:乾祐街道
- 鎮:営盤鎮、下梁鎮、小嶺鎮、鳳凰鎮、紅岩寺鎮、曹坪鎮、杏坪鎮、瓦房口鎮